# Внутренние войска МВД Украины
Внутренние войска МВД Украины (укр. Внутрішні війська МВС України) —  воинские формирования (аналог жандармерии), существовавшие в структуре Министерства внутренних дел Украины (МВД) с 26 марта 1991 года по 12 марта 2014 года. Было предназначено для выполнения задач по защите и охране жизни, прав, свобод и законных интересов граждан Украины, общества и государства от преступных и 
иных противоправных посягательств, охраны общественного порядка и обеспечения общественной безопасности. На базе Внутренних войск МВД Украины с привлечением новых военных кадров на добровольческой основе с 13 марта 2014 года воссоздана Национальная гвардия Украины как военное формирование с правоохранительными функциями.

## Функции
Основными задачами Внутренних войск являлись:
- защита конституционного строя Украины, целостность её территорий от попыток изменить их насильственным путём;
- участие в поддержке режима чрезвычайного положения в порядке, предусмотренным законодательством Украины;
- участие в ликвидации аварий, катастроф и стихийных бедствий;
- формирование во время чрезвычайного периода частей для охраны и обороны наиболее важных государственных объектов;
- предоставление помощи пограничным войскам в задержании нарушителей государственной границы Украины силами частей, дислоцированных в приграничных районах;
- участие в боевых действиях по отражению нападения извне и защиты безопасности Украины.